# Tommy Hilfiger
Thomas Jacob "Tommy" Hilfiger, född 24 mars 1951 i Elmira i New York, är en amerikansk modedesigner.
Hilfiger växte upp i en irländsk, katolsk familj i Elmira, en liten stad nära Cornell University i delstaten New York. Han är nummer två i en syskonskara av nio barn.
Redan i tidig ålder visste han att han ville göra en karriär inom modebranschen. Det första stora genombrottet kom 1984 när han mötte modeentreprenören Mohan Murjani som investerade i unga designers.
Företaget Tommy Hilfiger grundades 1985 och verksamheten är baserad i New York. Herrkläder som Tommy Jeans och H-Hilfiger märks bland kollektionen. Han erhöll 1995 priset som Årets Herrmodedesigner av Council of Fashion Designers of America.
Tommy H, som klädmärket även är känt som, använder sig av sloganen Classics with a twist. 